# Windows Photo Gallery
Windows Photo Gallery е инструмент за управление и обработване на картинки, създаден от Microsoft и включен във всички издания на Windows Vista. В изданията Home Premium и Ultimate са достъпни слайдшоута на различни теми от картинки и се появява нов вид преходи. Програмата се намира в %Program Files%\Windows Photo Gallery\WindowsPhotoGallery.exe
Ъпгрейдната версия на Photo Gallery е излязла под марката Windows Lite като Windows Live Photo Gallery и може да се инсталира с Windows Live инсталатора. Тази версия съдържа нови характеристики като цветови хистограми на изображение, създаване на панорамни изображения чрез съединяване на обикновени изображения, способността да се споделят снимки като се качват в Windows Live Spaces или Flickr.
Windows Photo Gallery е премахнат в Windows 7 и е заместен от Windows Photo Viewer, в който са премахнати възможностите за редактиране на изображения. Пълните способности на програмата, включително редактиране на изображения, са проявени в Windows Live Photo Gallery.

## Характеристика
Windows Photo Gallery притежава способността да организира дигиталните снимки в колекции в неговия Галериен изглед (Gallery View), при който се добавят заглавия, рейтинг, обяснения към снимките и metadata тагове към изображенията. Представен е и режим на редактиране, при който може да например се подобрят цветовете. Режимът предоставя основни функции за редактиране на изображения като преоразмеряване, изрязване, премахване на червени очи и т.н., а също и позволява принтиране на картинки чрез Photo Printing Wizard (Съветник за принтиране на снимки).
Има ограничена поддръжка на тагване и управление на видео файлове, но не може да ги редактира. Интегрира се с Windows DVD Maker, за да предостави опции за записване на DVD диск. Windows Photo Gallery може да се използва и за изтегляне на изображения и видео от дигитални камери, скенери и от други източници.
|  | Тази страница частично или изцяло представлява превод на страницата Windows Photo Gallery в Уикипедия на английски. Оригиналният текст, както и този превод, са защитени от Лиценза „Криейтив Комънс – Признание – Споделяне на споделеното“, а за съдържание, създадено преди юни 2009 година – от Лиценза за свободна документация на ГНУ. Прегледайте историята на редакциите на оригиналната страница, както и на преводната страница, за да видите списъка на съавторите. ВАЖНО: Този шаблон се отнася единствено до авторските права върху съдържанието на статията. Добавянето му не отменя изискването да се посочват конкретни източници на твърденията, които да бъдат благонадеждни. |